# 内罗莉·费尔霍尔
内罗莉·费尔霍尔（英語：Neroli Fairhall，1944年8月26日—2006年6月11日），新西兰女子射箭、田径运动员。她曾代表新西兰参加1972年、1980年、1988年和2000年夏季残疾人奥林匹克运动会，其中1980年夏季残奥会获得一枚金牌。